# دزدانی مثل ما
دزدانی مثل ما (انگلیسی: Thieves Like Us) یک فیلم جنایی آمریکایی به کارگردانی رابرت آلتمن محصول سال ۱۹۷۴ میلادی است که بر پایهٔ رمانی به همین نام نوشتهٔ ادوارد اندرسون ساخته شد و بازسازی فیلم آنها در شب زندگی می‌کنند اثر نیکلاس ری است.